# مرکز تروما (فیلم ۲۰۱۹)
مرکز تروما (به انگلیسی: Trauma Center) یک فیلم سینمایی آمریکایی در ژانر تریلر-اکشن محصول سال ۲۰۱۹ میلادی به کارگردانی مت اسکندری با بازی بروس ویلیس و نیکی ولان همراه است.   

## خلاصه داستان
داستان فیلم از آنجایی شروع می‌شود که در یک شب فردی شاهد یک قتل می‌شود و مجروح می‌شود اکنون او در بیمارستان بعد از گذشت مدتی گرفتار دو قاتل می‌شود که سعی دارند او را از بین ببرند تا شاهدی باقی نماند. اما…

## بازیگران اصلی
- نیکی ولان در نقش مدیسون تیلور
- بروس ویلیس در نقش سرهنگ استیو ویکس
- تیتو اورتیز
- تگزاس بتل در نقش گروهبان تول
- کاترین دیویس در نقش امیلی تیلور
- لالا کنت
- سرخیو ریزوتو در نقش مارکوس
- تایلر جان اولسون در نقش دیت. تونی مارتین
- جسی پروت به عنوان مشتری فیل
- استیو گوتنبرگ در نقش دکتر جونز
- هدر یوهانسن در نقش پرستار ریچل